# Blahotice (zámek)
Zámek Blahotice je bývalé šlechtické sídlo v Blahoticích, místní části města Slaný.

## Poloha
Zámecký areál se rozkládá uprostřed vsi mezi Blahotickým rybníkem a silnicí I/16. Nedaleko se nachází kaplička Panny Marie a svatého Kryštofa.

## Historie
V Blahoticích stávala původně vladycká tvrz. První písemná zmínka o ní pochází ze 14. století. Tvrz ovšem v 16. století zpustla, poslední zmínka o ní pochází z roku 1638.
Současný zámek nechal v roce 1870 postavit baron Werner Friedrich von Riese-Stallburg poblíž zaniklé tvrze. Jedná se o dvoupatrovou stavbu v novorenesenčním slohu s rizality v průčelí.

## Současnost
Zámek je v soukromém vlastnictví a není veřejně přístupný.